# Asamankese
Asamankese is een stad in Eastern, Ghana, en telt naar schatting ongeveer 34.000 inwoners. De stad licht op de belangrijkste weg tussen de twee grootste steden van het land: Accra aan de kust, en Kumasi in het binnenland. Het is de hoofdstad van het district West Akim.